# Анри дьо Байе-Латур
Анри дьо Байе-Латур (на френски: Henri de Baillet-Latour) е белгийски аристократ (граф), дипломат, спортен функционер. Той е третият президент на Международния олимпийски комитет (МОК).
Произхожда от семейството на бивш управител на провинция Антверпен. Завършва Льовенския университет.
Работи във външното министерство на Белгия, изпълнява дипломатическия задания в чужбина. Той е дипломатически представител на страната си в Нидерландия.
По поръчение на краля и правителството организира 3-тия конгрес на МОК в Белгия. Става член на МОК през 1903 г., а 2 години по-късно е съучредител на Белгийския олимпийски комитет.
След като Антверпен получава домакинството на олимпиадата през 1920 г., Латур става главен организатор на събитието. След успешната олимпиада и отказването на Пиер дьо Кубертен от председателството на МОК за негов наследник е избран именно белгийският аристократ. Той остава президент до смъртта си през 1942 г.
Латур е известен като силен поддръжник на аматьорския спорт и честната игра. Смята, че спортистите не бива да получават пари за това, че се състезават. Подобно на Кубертен призовава за по-широко участие на жените в игрите. Опитва се да ограничи хитлеристката пропаганда на олимпиадите по времето на Третия райх.